# Maria Giercuszkiewicz
Maria Teresa Giercuszkiewicz-Robak (ur. 1944, zm. 2011) – polska działaczka społeczności żydowskiej, w latach 2003-2006 przewodnicząca Towarzystwa Społeczno-Kulturalnego Żydów w Polsce. Była członkiem Gminy Wyznaniowej Żydowskiej w Bielsku-Białej oraz Stowarzyszenia Dzieci Holocaustu.